# 足尖鞋

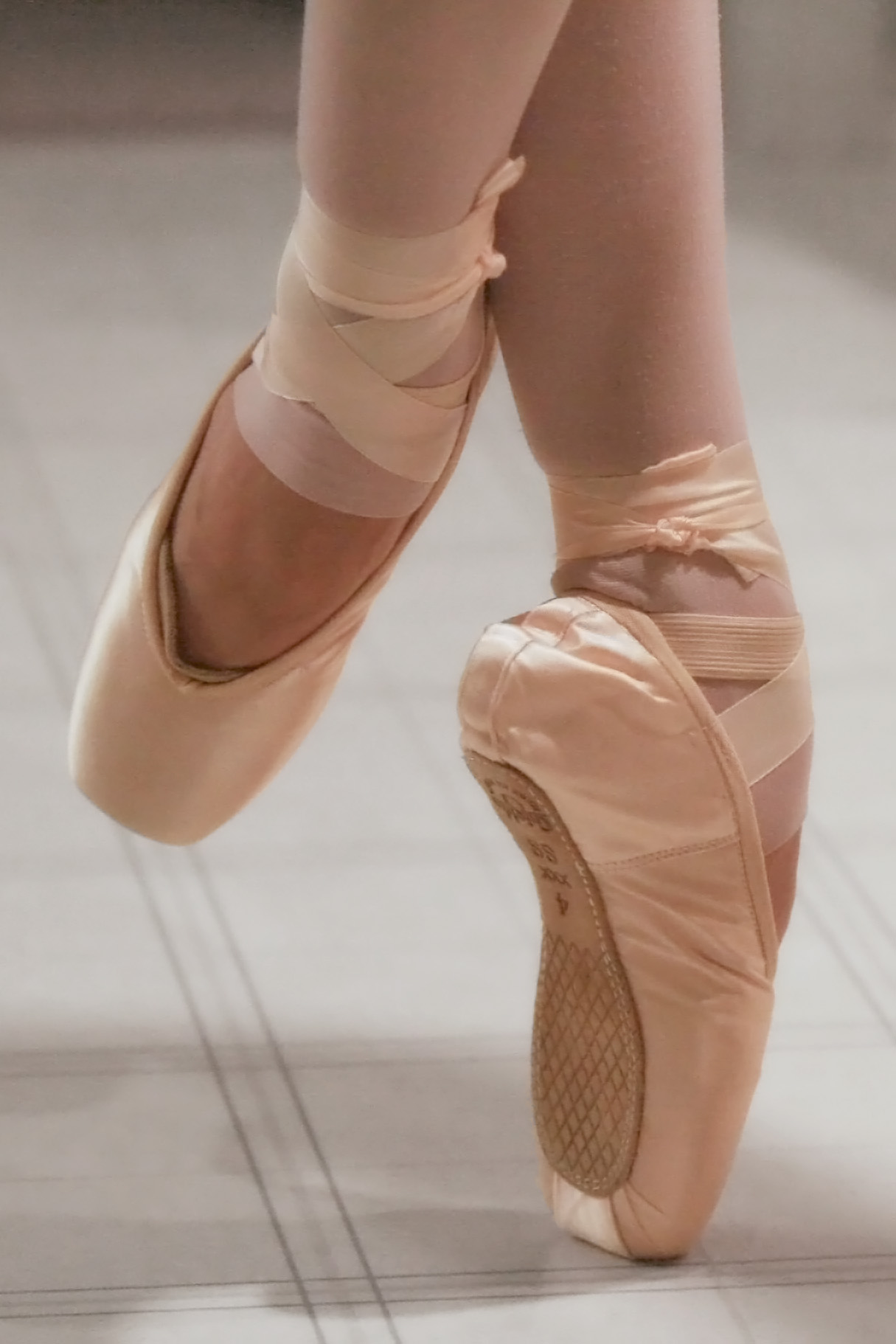
现代足尖鞋。

足尖鞋（英語：pointe shoe）是一种由芭蕾舞舞者在进行舞台表演时穿着的舞鞋。足尖鞋是应要表现出芭蕾舞演员轻盈体态的要求而产生的，它也能使芭蕾舞演员能用脚尖表演更长时间的芭蕾舞蹈。足尖鞋一般由芭蕾舞女穿着，男性舞者可能在扮演特殊角色时穿着足尖鞋，如《灰姑娘》中的丑姊姊，《仲夏夜之梦》中的驴头人Bottom抑或在一些芭蕾舞团中扮演女性的男性舞者。足尖鞋由多种材料制成，通常在鞋面涂以淡粉色。

## 历史

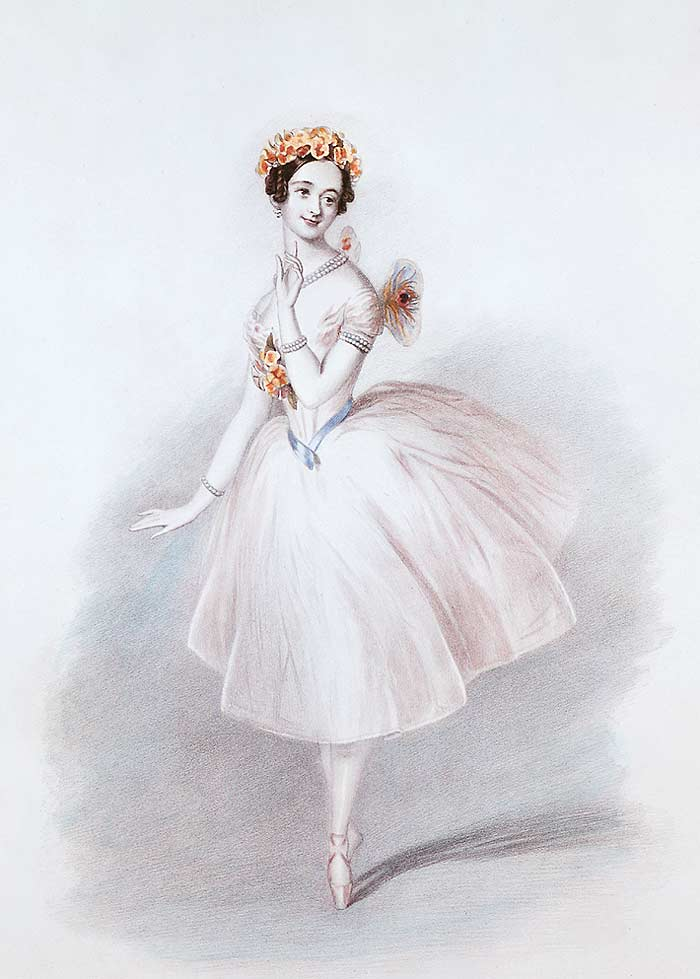
穿着足尖鞋的玛丽·塔里奥尼

在法王路易十四命令组建皇家舞蹈学院的二十年后，女性在1681年开始跳芭蕾舞。在那时，标准的女性芭蕾舞鞋是有鞋跟的。18世纪中叶，巴黎剧院芭蕾舞团的舞者Marie Camargo第一个穿上了没有鞋跟的芭蕾舞鞋，这使得她能够做出原来十分困难去完成的跳跃动作。法国大革命后，鞋跟被彻底地从芭蕾舞鞋上移除了。那些平底的现代足尖鞋的原型是用色带和脚趾下的立褶来紧贴脚部的，这样，舞者就能够轻松跳跃，旋转并充分伸展脚部。
1795年，在Charles Didelot发明的一种机器的帮助下，芭蕾舞者第一次立起了脚尖。他的“飞行机器”把舞者提升起来，使得她们能够在离开地面前就立起脚尖。观众对于这种轻盈空灵的效果非常接受，因此编舞们开始将足见上的动作融入到他们的作品中去。
进入19世纪后，舞蹈对于技术技能的倚重增加了，舞者们必须在没有绳线的帮助下完成足尖动作。当玛丽·塔里奥尼第一次以足尖跳《仙女》时，她的鞋子只是一种稍加修改的绸缎芭蕾软鞋：鞋底由皮革制成，鞋侧及脚尖部分加强了织布，这样做是为了保持形状。因为这类鞋子并未提供任何支撑，舞蹈演员会垫她们的脚趾并且依赖于脚趾与脚踝的力量来提供支撑。
接下来的一种对足尖鞋的大幅度的改进出现在19世纪后期的意大利。 诸如Pierina Legnani之类的舞者穿着的鞋子的前部有一个坚固而又平坦的平台而不是尖锐的脚尖部分。这些芭蕾足尖鞋内有一个由几层布做成的鞋盒来包含脚趾和更有力的鞋底。它们不是由钉子加固的，鞋底只在足尖部分加固，所以走动时鞋子并未发出很大的声响。
现代足尖鞋的诞生要归功于20世纪初最有名，最有影响力之一的俄国芭蕾舞者安娜·巴甫洛娃。巴甫洛娃的脚背特别拱且高，这使得她在跳舞时非常容易受伤。她还有一双纤细而又锥形的脚，使得她的大脚趾承受了巨大的压力。为了缓和这种情况，她把强化了的皮革鞋底塞入鞋子里以获取额外的支撑，并且这样能够使脚尖部分变得更加平坦、有力。虽然她这样的做法使得跳足尖舞蹈更方便了，但是她的同行们那时认为她在舞弊。

## 制造工艺

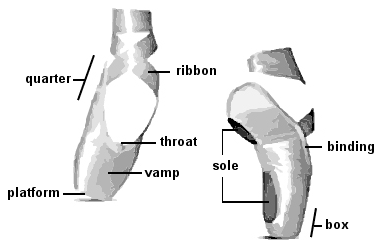
足尖鞋的各个部分

每个芭蕾舞者都有一双独特的脚，脚趾的长度和形状、脚弓的柔性和力量都有所不同。因而，大部分的足尖鞋生产商都会生产多种型号的鞋子，每种型号都提供不同的和适度。不管生产商和型号怎么改变，所有的足尖鞋都具有两个重要的能使舞者靠足尖跳舞的组成部分：
- 在鞋子最前端包裹并支撑脚趾的鞋盒
- 一片用来加固鞋底提供更多支撑的坚硬的鞋骨

足尖鞋的外部是由绸缎覆盖的，因此将鞋盒等舞鞋内部的结构组织都隐藏起来了，这样能够使足尖鞋更显美观。大部分足尖鞋都是由缎缎覆盖的，但是一些足尖鞋包裹的帆布。最常见的足尖鞋颜色有淡粉色，黑色或白色则较少见。通常足尖鞋也有其他专门定制的颜色可供选择。

### 鞋盒

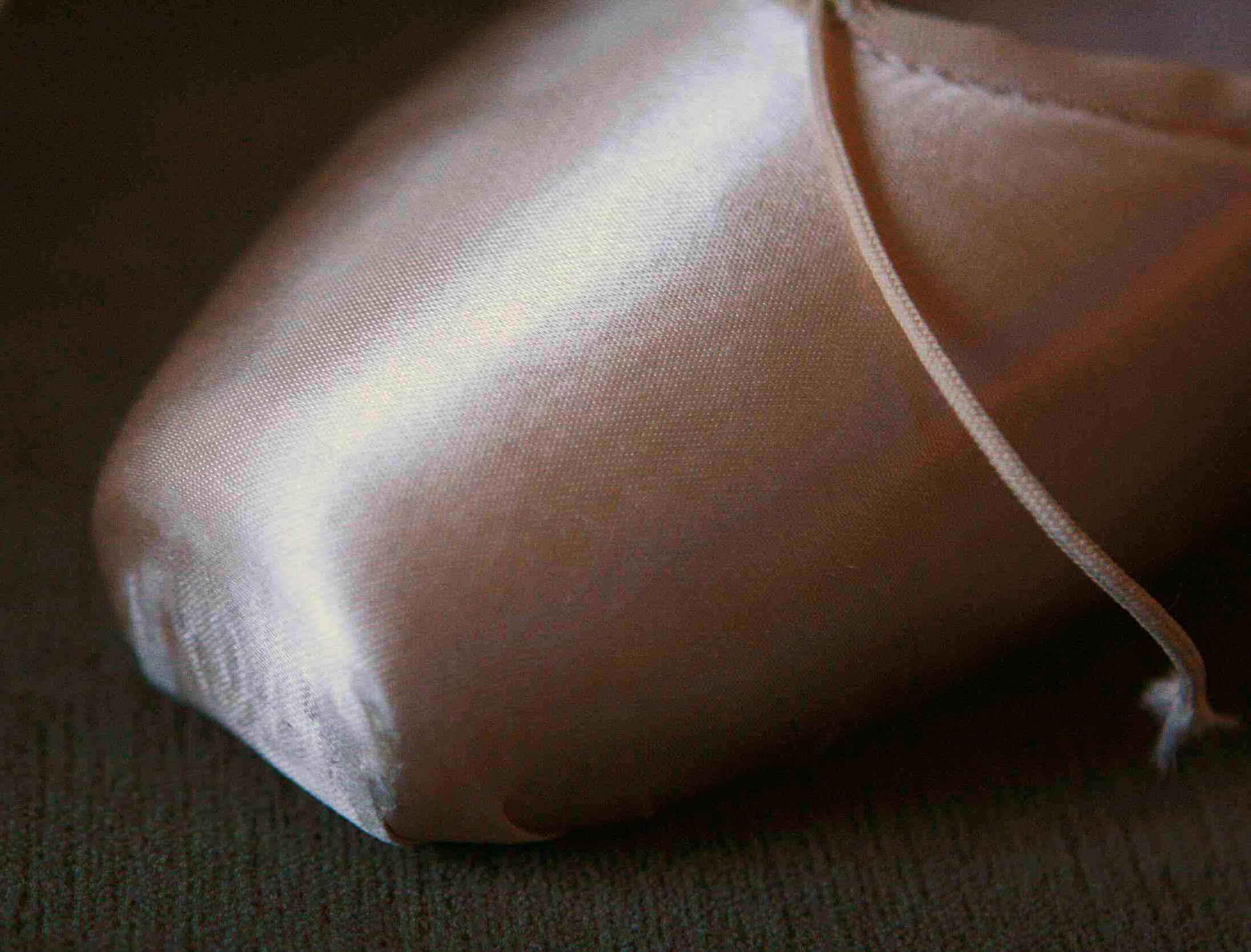
鞋盒部分

鞋盒是芭蕾足尖鞋前端包住并支撑演员脚趾的一个部分，鞋盒的製作採用棉布以膠水在模型上層層貼合，最後外覆緞質布面。鞋盒的前端必須製成平坦的形狀，这样做是为了给舞者提供一个平台去平衡自身。布料包裹住鞋盒使其美观。一些舞者把鞋盒部分的绸缎剪掉使其变得不那么的滑。

### 鞋骨（內鞋底）
足尖鞋主要用來支持芭蕾舞者使用足尖技巧的部位。通常材質有塑膠、皮革、硬紙，搭配以膠強化的布層，做成堅固的硬板。新的足尖鞋，內鞋底是直的，不貼腳底，所以舞者必須採取一些方法將之「軟化」，也就是將鞋骨適度彎曲，增進穿著貼服度。未經調整的新鞋可能會使舞者受傷。

## 壽命
足尖鞋的使用時間長短一般是由鞋骨的支撐度來決定。由於長時間使用足尖技巧，會使鞋骨漸漸失去彈性和支撐力，此時就應該換鞋以維護腳部的安全。另外，鞋底也會隨著使用時間增加，以及舞者腳上汗水帶來的潮溼也會漸漸變軟。通常足尖鞋的壽命視舞碼的吃重度不等，剛學習足尖技巧的芭蕾學生，一雙舞鞋約可穿數週甚至數月，然而高階的學生或全职舞者，一雙鞋子的壽命大約20小時左右。在整場舞劇中擔任主要角色的舞者，足尖鞋大概只能使用一場。足尖鞋是消耗品，但是價格不低，所以大多數芭蕾舞團都有提供舞者一筆舞鞋津貼以應付更換所需的成本。

## 另見
- 芭蕾軟鞋